# Nicolás Martínez Fontes (hijo)
Nicolás Martínez Fontes fue un militar argentino que participó en las guerras civiles argentinas.

## Biografía
Nicolás Martínez Fontes nació en Buenos Aires hacia 1816, hijo del coronel Nicolás Martínez Fontes y de Pascuala Gadea.
Inició su carrera militar en abril de 1832 como subteniente del Batallón 1 de Cazadores del Río de la Plata, bajo el mando de su padre.
Tras la revolución de los Restauradores y la caída de su pariente Juan Ramón Balcarce su padre fue pasado a reserva por Juan Manuel de Rosas, pero Nicolás permaneció en el ejército y el 17 de abril de 1834 pasó con el grado de ayudante mayor a la Brigada de Infantería de Marina.
Durante la conjura contra Rosas liderada por Ramón Maza, su padre fue involucrado con el principal objetivo de lograr su apoyo y controlar así el regimiento de artillería de marina para facilitar el desembarco de las fuerzas rebeldes al mando del general Juan Lavalle.
Cuando su padre lo puso al tanto del plan se aterró de que se hubiese prestado a semejante aventura y que hubiera comprometido su nombre y su posición en el regimiento de tal manera. Resolvieron delatar la conspiración, lo que su padre hizo el 26 de junio ante el general Manuel Corvalán. La traición les valieron la recompensa de 15.000 pesos para cada uno, el ascenso al grado de sargento mayor y la reincorporación de su padre.
Fue destinado como segundo al mando del batallón Libres de Buenos Aires y en marzo de 1841 se incorporó al ejército de Manuel Oribe, con el que asistió a la batalla de Arroyo Grande el 6 de diciembre de 1842. Se sumó al Sitio de Montevideo y el 28 de marzo de 1844 a las órdenes del general Ángel Núñez luchó en la acción del Cerro y muerto su comandante asumió el mando de las tropas.
Tras la caída de Rosas se incorporó a las fuerzas de la Confederación Argentina y el 8 de enero de 1856 fue promovido por Justo José de Urquiza al rango de teniente coronel de infantería.
En 1857 presidió la Sección Militar del Colegio de Concepción del Uruguay que dirigía el célebre educacionista francés Alberto Larroque.
El internado contaba con un escogido núcleo de profesores: los franceses Alejo Peyret (historia contemporánea), Luis de la Vergne (condiscípulo de Ferdinand de Lesseps, geometría) y Alfredo Du Pasquier (física), el coronel español Pedro Andreu y Seguí (geógrafo cosmógrafo), el belga Adolfo Tiberghien Ackermann (aritmética comercial e idioma francés), Jorge Clark (inglés), el pintor uruguayo Juan Manuel Blanes (dibujo), el vasco Doroteo Larrauri (música y canto), y Falconieri (esgrima).
De su academia salió con el grado de alférez de artillería Julio Argentino Roca.
En 1859 revistó en las fuerzas que bajo el mando del general José María Francia defendieron la ciudad de Rosario contra las fuerzas de la provincia de Buenos Aires alzadas contra el gobierno nacional constitucional.
Por su actuación en un combate librado el 6 de julio de 1859 fue ascendido a coronel graduado. En 1861 pasó a desempeñarse como jefe del estado mayor de Santa Fe. Tuvo una destacada intervención en la batalla de Pavón.
Murió en Montevideo el 8 de enero de 1863. Había casado con Dominga Amores. Uno de sus hijos llevó también su nombre, Nicolás Martínez Fontes y combatió en la Guerra del Paraguay.